# 182
Cette page concerne l'année 182  du calendrier julien. Pour l'année 182 av. J.-C., voir 182 av. J.-C. Pour le nombre 182, voir 182 (nombre).
L'année 182 est une année commune qui commence un lundi.

## Événements
- À Rome, échec de la conjuration de Quadratus contre l’empereur, Commode. Claudius Pompeianus Quintianus, neveu de Claudius Pompeianus et Quadratus sont exécutés. En représailles, Commode fait exiler à Capri sa sœur Lucilla, épouse de Claudius Pompeianus, impliquée dans le complot. Elle est assassinée peu après. Après l’élimination de Saoterus et du Préfet du prétoire Paternus, accusés de complicité, Tigidius Perennis domine le gouvernement (182-185)[1].
- Pertinax est démis de son gouvernement de Syrie à la fin de l'année[1].

## Naissances en 182
- 5 juillet : Sun Quan, fondateur du royaume de Wu (d. 252).
- Zhu Ran, officier du royaume de Wu.
- Sima Fu (en), frère cadet de Sima Yi.

## Décès en 182
- Lucilla, Augusta.